# Noam Baumann
Noam Baumann (Baar, 10 aprile 1996) è un calciatore svizzero naturalizzato dominicano, portiere del Sagamihara e della nazionale dominicana.

## Biografia
È nato in Svizzera da padre svizzero e madre dominicana.

## Caratteristiche tecniche
Portiere mancino, poliedrico e acrobatico sebbene i 192 cm di altezza, eccelle particolarmente tra i pali grazie a degli ottimi riflessi e un buon posizionamento.

## Carriera

### Club
Cresce calcisticamente nelle giovanili dell'Hünenberg e del Cham, prima di trasferirsi in club più prestigiosi quali Lucerna e FC Wil 1900, note in terra elvetica per lanciare spesso i talenti locali.
Il 15 marzo 2018 viene ceduto in prestito al Lugano.
Nell'estate 2018, il suo cartellino viene interamente acquisito per una cifra attorno ai 400mila euro dal Lugano, allora allenato da Guillermo Abascal. Le stagioni nel Ticino lo vedono protagonista dell’esordio tra i professionisti nella vittoria in casa del Sion per 1-2 nel luglio 2018, ma soprattutto della cavalcata in campionato conclusasi con la qualificazione ai gironi di Europa League, competizione in cui Baumann ha collezionato cinque presenze condite da due clean sheet contro Dinamo Kiev e Malmö. Forte degli otto clean sheet e delle appena 29 reti subite nelle 27 partite di campionato giocate, Baumann ottiene il premio di miglior portiere della Raiffeisen Super League 2020/2021. Dopo 99 presenze con la maglia del Lugano, decide di non rinnovare il contratto con il club ticinese, in attesa di proposte da altre società.
A luglio, il portiere sottoscrive un contratto biennale con l’Abha, compagine della massima serie saudita. Tuttavia, dopo appena una settimana, le parti decidono di rompere l’accordo per motivi familiari dell’atleta.
Rimasto svincolato, l'8 settembre viene ingaggiato dall'Ascoli con un contratto fino al 30 giugno 2023, con opzione per altri due anni, salvo poi rescindere il proprio contratto il 31 gennaio 2023.
Il 14 febbraio 2023 fa ritorno al Wil dopo 5 anni.
Il 9 settembre 2023 firma un biennale con i greci dell'OFI Creta.

### Nazionale
Ha giocato nelle nazionali giovanili svizzere Under-16, Under-17, Under-18, Under-20 ed Under-21.
Successivamente ha scelto di rappresentare la Rep. Dominicana, nazionale delle sue origini, con cui ha esordito il 22 marzo 2024 nell'amichevole vinta 2-0 contro Aruba.

## Statistiche

### Cronologia presenze e reti in nazionale
| Cronologia completa delle presenze e delle reti in nazionale ― Rep. Dominicana | Cronologia completa delle presenze e delle reti in nazionale ― Rep. Dominicana | Cronologia completa delle presenze e delle reti in nazionale ― Rep. Dominicana | Cronologia completa delle presenze e delle reti in nazionale ― Rep. Dominicana | Cronologia completa delle presenze e delle reti in nazionale ― Rep. Dominicana | Cronologia completa delle presenze e delle reti in nazionale ― Rep. Dominicana | Cronologia completa delle presenze e delle reti in nazionale ― Rep. Dominicana | Cronologia completa delle presenze e delle reti in nazionale ― Rep. Dominicana |
| Data                                                                           | Città                                                                          | In casa                                                                        | Risultato                                                                      | Ospiti                                                                         | Competizione                                                                   | Reti                                                                           | Note                                                                           |
| ------------------------------------------------------------------------------ | ------------------------------------------------------------------------------ | ------------------------------------------------------------------------------ | ------------------------------------------------------------------------------ | ------------------------------------------------------------------------------ | ------------------------------------------------------------------------------ | ------------------------------------------------------------------------------ | ------------------------------------------------------------------------------ |
| 22-3-2024                                                                      | Santiago de los Caballeros                                                     | Rep. Dominicana                                                                | 2 – 0                                                                          | Aruba                                                                          | Amichevole                                                                     | -                                                                              |                                                                                |
| 26-3-2024                                                                      | Lima                                                                           | Perù                                                                           | 4 – 1                                                                          | Rep. Dominicana                                                                | Amichevole                                                                     | -4                                                                             |                                                                                |
| Totale                                                                         |                                                                                | Presenze                                                                       | 2                                                                              |                                                                                | Reti                                                                           | -4                                                                             |                                                                                |

## Palmarès

### Club

#### Competizioni nazionali
- Coppa Svizzera: 1

Lugano: 2021-2022